# Euplexia morosa
Euplexia morosa är en fjärilsart som beskrevs av Walker 1869. Euplexia morosa ingår i släktet Euplexia och familjen nattflyn. Inga underarter finns listade i Catalogue of Life.